# Ernest John Moeran
Ernest John Moeran (Londra, 31 dicembre 1894 – Kenmare, 1º dicembre 1950) è stato un compositore inglese  particolarmente legato all'Irlanda (suo padre era irlandese ed egli trascorse molto tempo sull'isola e vi morì).

## Biografia
Figlio del reverendo Joseph William Moeran, un presbitero irlandese, e di sua moglie Ada Esther Whall, con la famiglia si spostò varie volte in diverse città a causa dell'attività del padre assegnato a diverse parrocchie. Infine si stabilirono a Bacton sulla costa del Norfolk.
Moeran studiò violino e pianoforte sin da bambino, a casa sotto la guida di una istitutrice. All'età di dieci anni venne inviato alla Suffield Park Preparatory School di Cromer nel nord Norfolk. Nel 1908 entrò alla Uppingham School dove rimase per i successivi cinque anni. Studiò musica con il direttore Robert Sterndale Bennett (nipote di Sir William Sterndale Bennett), che incoraggiò molto il suo talento emergente. Lasciata Uppingham nel 1913, studiò pianoforte e composizione musicale al Royal College of Music con Charles Villiers Stanford. Fu anche membro del prestigioso Oxford & Cambridge Musical Club.
Con lo scoppio della prima guerra mondiale venne arruolato nell'esercito britannico e venne ferito a Bullecourt nel 1917. Dopo la guarigione non tornò più al fronte.
Dopo la fine della guerra tornò per alcuni mesi alla Uppingham School, dove divenne insegnante di musica, ma non soddisfatto dell'impiego fece ritorno al Royal College of Music per riprendere lo studio della composizione, con John Ireland, che era stato allievo di Charles Villiers Stanford.
Le sue prime composizioni mature, canzoni e musica da camera, risalgono a quest'epoca. Iniziò a raccogliere e arrangiare musica del Norfolk e altre regioni, collezionando oltre 150 canzoni popolari del Norfolk e Suffolk. Il suo metodo preferito era sedersi in un pub di campagna e attendere che un vecchio iniziasse a cantare. Egli annotava la melodia e poi chiedeva altre informazioni. Secondo la biografia The Music of E.J. Moeran di Geoffrey Self (1986), passò molto tempo a vivere con gli zingari, ma non si conoscono dettagli più approfonditi. Passò diverso tempo, dopo la fine della guerra, a Kington.
Dalla metà degli anni 1920, divenne amico intimo di Peter Warlock e vissero per alcuni anni assieme a Eynsford, nel Kent, noti tra i locali per le loro frequenti baldorie da ubriachi. Per il resto della vita, Moeran ebbe problemi di alcolismo, giungendo successivamente ad una vera e propria instabilità mentale. Dopo la morte di Warlock nel 1930, si interessò alle sue radici irlandesi trascorrendo molto tempo a Kenmare nella Contea di Kerry.
Come persona, E.J. Moeran subì grande influenza da numerosi amici. Comunque, fu il tempo passato con Peter Warlock a Eynsford che ebbe un grande impatto sulla sua vita. Mentre Warlock era apparentemente in grado di bere alcol in eccesso senza effetti evidenti a lungo termine, Moeran sviluppò una dipendenza che lo handicappò per il resto della sua vita. I suoi problemi successivi sono stati attribuiti alla sua ferita di guerra alla testa, ma questo non è corretto. Nel 1930 Moeran era diventato un alcolizzato.
Anche se inglese e di classe media, Moeran si trovava suo agio in un bar circondato da personaggi provenienti da aziende agricole locali. Infatti, fino al 2007, il "Bar Moeran" dell'hotel in cui visse a Kenmare, mantenne il suo nome. Era guardato con affetto da tutti coloro che lo conoscevano, e la sua personalità imbranata nascondeva un carattere molto arguto, pronto a imparare e intraprendere nuovi approcci alla musica. Aveva anche una conoscenza enciclopedica di treni e orari ferroviari.
Sposò la violoncellista Peers Coetmore il 26 luglio 1945 e anche se il matrimonio non fu molto felice, ispirò due delle ultime composizioni di Moeran, il Concerto e la Sonata per violoncello.
Morì improvvisamente, probabilmente per emorragia cerebrale, a Kenmare all'età di 55 anni. Venne trovato nel fiume Kenmare e in un primo momento si ipotizzò che fosse annegato. Tuttavia, un'inchiesta in seguito stabilì che era morto prima di cadere in acqua.

## La musica di Moeran
Moeran giunse tardi nel canone degli ultimi grandi compositori britannici, fortemente influenzato dal canto popolare e appartiene quindi alla tradizione lirica di compositori come Delius, Vaughan Williams e John Ireland. L'influenza della natura e dei paesaggi del Norfolk e dell'Irlanda è spesso evidente nella sua musica. Alcune delle sue più lunghe composizioni per orchestra sono state composte (o almeno concepite), mentre camminava per le colline dell'Inghilterra occidentale, in particolare dell'Herefordshire, e in Irlanda, dove la grandezza delle catene montuose del Kerry lo ispirò molto. Moeran era in grado di trasmettere una vasta gamma di emozioni attraverso la sua musica e non aveva paura di scrivere in un linguaggio più scuro e più duro, quando gli faceva comodo. Il suo stile è conservatore, ma non imitativo
Ai suoi tempi, tuttavia, tale stile fu già visto come un po' datato e non fece mai grandi passi avanti come compositore, nonostante il successo della cupa Sinfonia in sol minore (1934-1937), generalmente considerata come il suo capolavoro. La Sinfonia si trova, insieme alla Sinfonia n. 1 di Sir William Walton come una delle due sinfonie più compatte e sorvegliare provenienti dalle isole britanniche tra le due guerre. Il lavoro di Moeran dimostra una forma sonata robusta nel primo movimento, con una discussa struttura armonica, che, ad un primo esame, può apparire ortodossa, ma che ad un'analisi più approfondita indica la dicotomia dell'intervallo di quinta (che è diatonico europeo) con l'intervallo di quarta, che è sia il completamento del quinto europeo, ma introduce anche la dimensione irlandese, in cui quello di quarta può essere l'intervallo predominante.
Anche se in un primo tempo ricevette favorevole attenzione critica per la sua musica da camera e continuò a comporre opere significative in questo genere, i suoi più grandi successi, in generale, sono da ricercarsi tra le sue poche grandi opere orchestrali, tra cui un Concerto per violino, un Concerto per violoncello, la Sinfonietta e la Serenade.
Moeran fu molto interessato alla musica popolare e utilizzò per le sue composizioni una vasta collezione di canzoni che aveva annotate nei pub del Norfolk. Fece anche grande uso della musica irlandese. Il materiale del Norfolk può essere percepito nelle opere pianistiche dei primi anni 1920. L'influenza irlandese è presente nel secondo movimento del Concerto per violino (Puck Fair a Killorglin?) e ancora di più nel secondo movimento del Quartetto per archi in Mi bemolle, così come nel Concerto per violoncello, in cui frammenti di musica irlandese, in particolare "The Star of County Down" (utilizzati anche da Ralph Vaughan Williams nel suo Five Variants of Dives and Lazarus), sono evidenti.
Un altro aspetto della musica di Moeran è il madrigale. Una volta dichiarò ad un amico che se fosse mai stato arrestato e quindi costretto a dichiarare la sua professione, avrebbe dovuto dire che era quella di essere un madrigalista. Moeran era capace di incredibili invenzioni armoniche mentre lavorava all'interno della forma del madrigale - in Spring the Sweet Spring le armonie passanoe da quelle del madrigale a quelle di uno stile jazzistico che ricorda Duke Ellington; piene di contraddizioni e aggiunta di accordi. In Serenade, un lavoro orchestrale, si intravedono armonie madrigaliste rielaborate da Moeran in uno stile stringente in cui modelli tonali ed armonici aspri si innestano sulla base madrigalista per produrre musica di freschezza eccezionale e originalità che pongono sicuramente Moeran nel genere della musica inventiva del XX secolo, piuttosto che nella "scuola pastorale inglese", che, di per sé, è forse un termine improprio.
Anche se non fu affatto un compositore di musica sacra, i suoi servizi in Re e Mi bemolle sono ancora eseguiti oggi.
Recentemente, c'è stato maggior interesse e sono state realizzate molte registrazioni di opere di Moeran, ma alcuni di esse, come le canzoni su poesie di A. E. Housman e James Joyce, rimangono ancora relativamente sconosciute.
Più di 40 dei suoi manoscritti, compreso quello incompiuto della sua Seconda sinfonia in Mi bemolle, sono stati donati dalla vedova Peers Coetmore al Victorian College of the Arts, ora parte della Università di Melbourne.
Il direttore d'orchestra Martin Yates ha completato la Sinfonia n. 2 utilizzando gli schizzi lasciati da Moeran. Una registrazione dell'opera con Yates alla guida della Royal Scottish National Orchestra è stata pubblicata nell'ottobre 2011 per l'etichetta discografica Dutton Epoch (assieme alla iniziale Overture basata sulla Sinfonia in Sol maggiore, assieme all'orchestrazione di Yates di Sarnia di John Ireland).

## Composizioni principali

### Sinfoniche
- In the Mountain Country, symphonic impression (1921)
- Rhapsody No. 1 in F major (1922)
- Rhapsody No. 2 in E major (1924; rev. 1941)
- Two Pieces for Small Orchestra (1931):
  - Lonely Waters
  - Whythorne's Shadow
- Farrago, suite for orchestra (1932)
- Symphony in G minor (1934–37; dedicated to Sir Hamilton Harty)
- Sinfonietta (1944; dedicated to Arthur Bliss)
- Overture for a Masque (1944; dedicated to Walter Legge)
- Serenade in G major (1948)
- Symphony No. 2 in E-flat major – unfinished; completed by conductor Martin Yates, 2011

### Concerti
- Violin Concerto (1942; written for Arthur Catterall)
- Rhapsody No. 3 in F-sharp major for piano and orchestra (1943)
- Cello Concerto (1945; written for Peers Coetmore)

### Vocali
- Ludlow Town, song cycle (1920)
- Songs of Springtime, for mixed chorus (1934)
- Nocturne, for baritone, chorus and orchestra (1934; dedicated to the memory of Frederick Delius)
- Phyllida and Corydon, for mixed chorus (1939)

### Musica da camera
- Piano Trio in D minor (1920)
- String Quartet in A minor (1921)
- Violin Sonata in E minor (1923)
- Sonata for 2 Violins in A major (1930)
- Trio for violin, viola and cello in G major (1931)
- Prelude for cello and piano (1943, published 1944, written for Peers Coetmore)
- Fantasy Quartet, for oboe and strings (1946)
- Cello Sonata in A minor (1947; written for Peers Coetmore)
- String Quartet in E-flat

### Per pianoforte
- Three Pieces (1919)
- Theme and Variations (1920)
- On a May Morning (1921)
- Stalham River (1921)
- Toccata (1921)
- Three Fancies (1922)
- Two Legends (1923)
- Bank Holiday (1925)
- Summer Valley (1925)
- Two Irish Folk Songs (1926, 1927)
- Berceuse (1933)
- Prelude in G minor (1933)